# TOM'S
TOM'S(日語:株式会社トムス)是一支日本賽車隊和汽車改裝公司，專門服務豐田和凌志汽車。公司於1974年由日本著名賽車手館信秀(Nobuhide Tachi)及原廠性能部門主管大岩湛矣(Kiyoshi Oiwa)共同創辦，TOM'S代表Tachi Oiwa Motor Sport。總部設於日本東京。賽車隊主要參與日本超級方程式系列賽、日本超級GT系列賽和日本超級方程式初級賽。TOM'S為豐田和凌志汽車提供售後部件，也製作兩個品牌的汽車的特別版本。

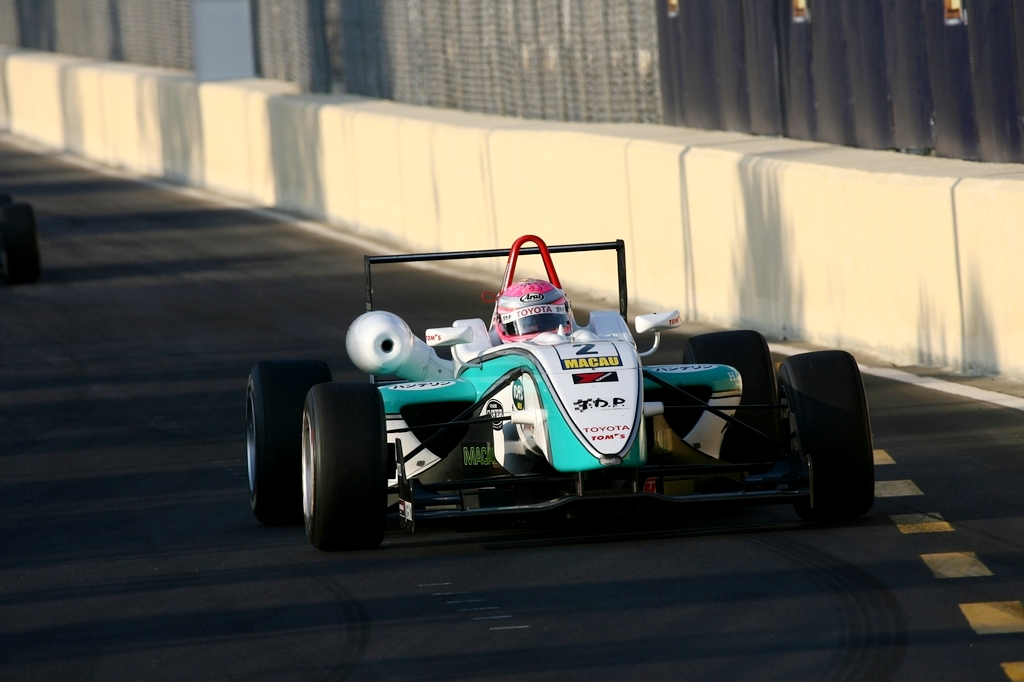
在澳門東望洋賽道上的国本京佑。

2007年11月18日，|澳门F3大赛暨国际汽联F3洲际杯结束，效力Team Reckless TOM'S車隊的贾维斯(Oliver Jarvis)包办两回合比赛胜利。2008年11月16日，日本车手国本京佑夺得澳门格兰披治三级方程式大赛冠军，他效力的TOM'S车队更连续两年在这项大赛获胜。
計算至2013年，TOM'S車隊是在澳門格蘭披治大賽車奪冠次數最多的車隊。  TOM'S在豐田賽車體系內的地位僅次於直屬豐田的TRD及位於德國科隆的Toyota Motorsport GmbH(TMG)，2017年全日本超級GT系列賽由TOM'S車隊力壓日產GTR及本田NSX勇奪全年總冠軍。可是TOM'S營利不高，於2017年2月的年度結算透露，公司營業額23億2,100萬日圓，但純利只為5,409萬日圓，利潤率不足2.4%，
2018年2月16日，日本Mobcast遊戲公司宣佈收購TOM'S Co Ltd。

## 圖輯

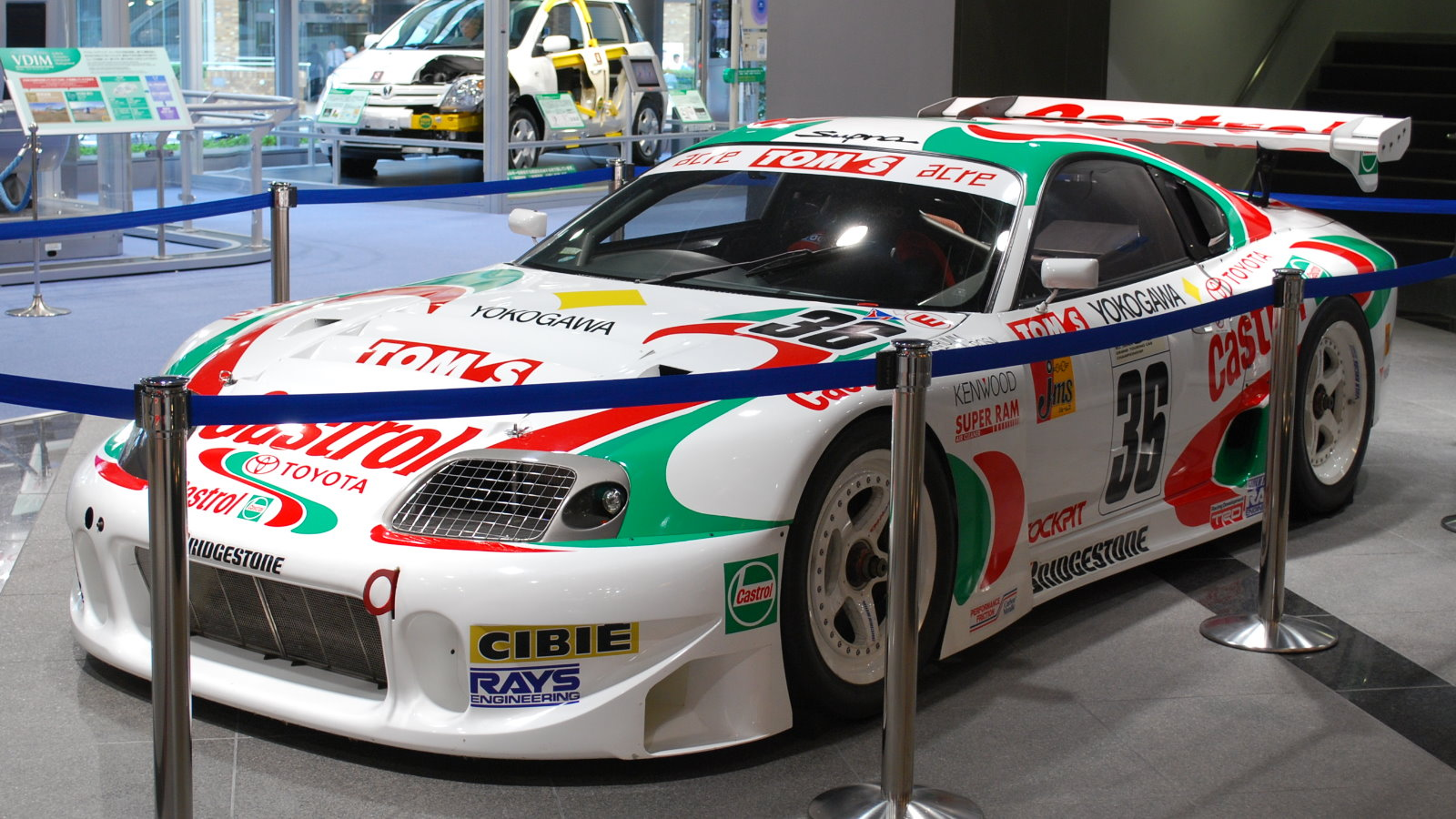
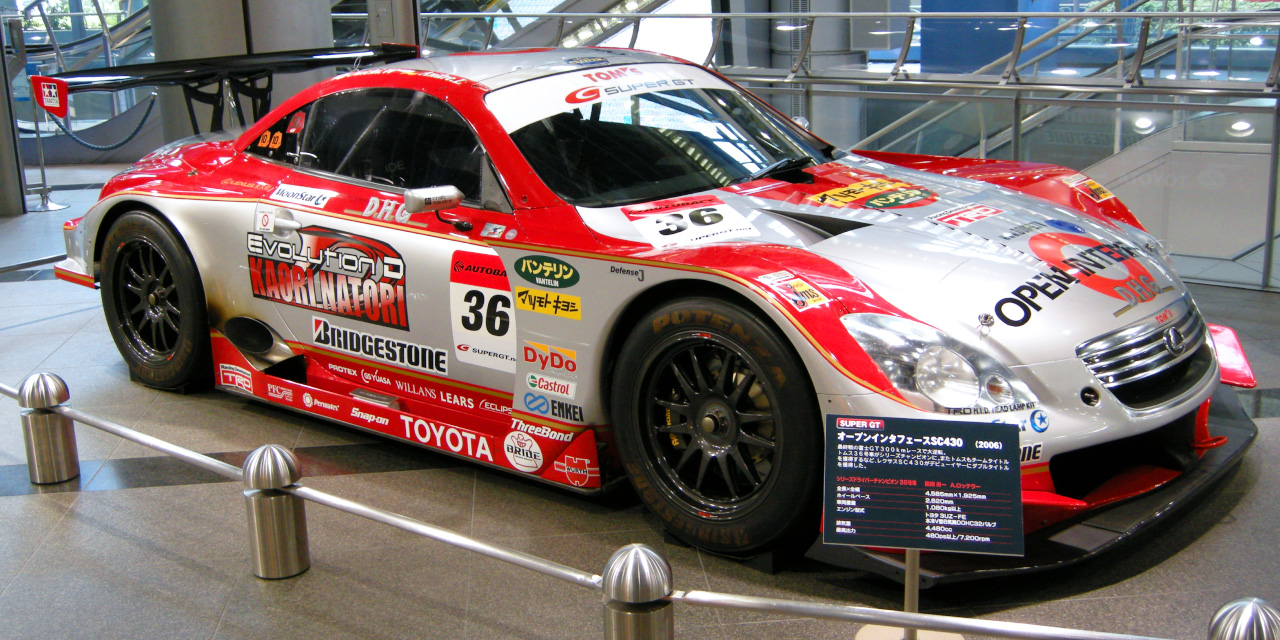
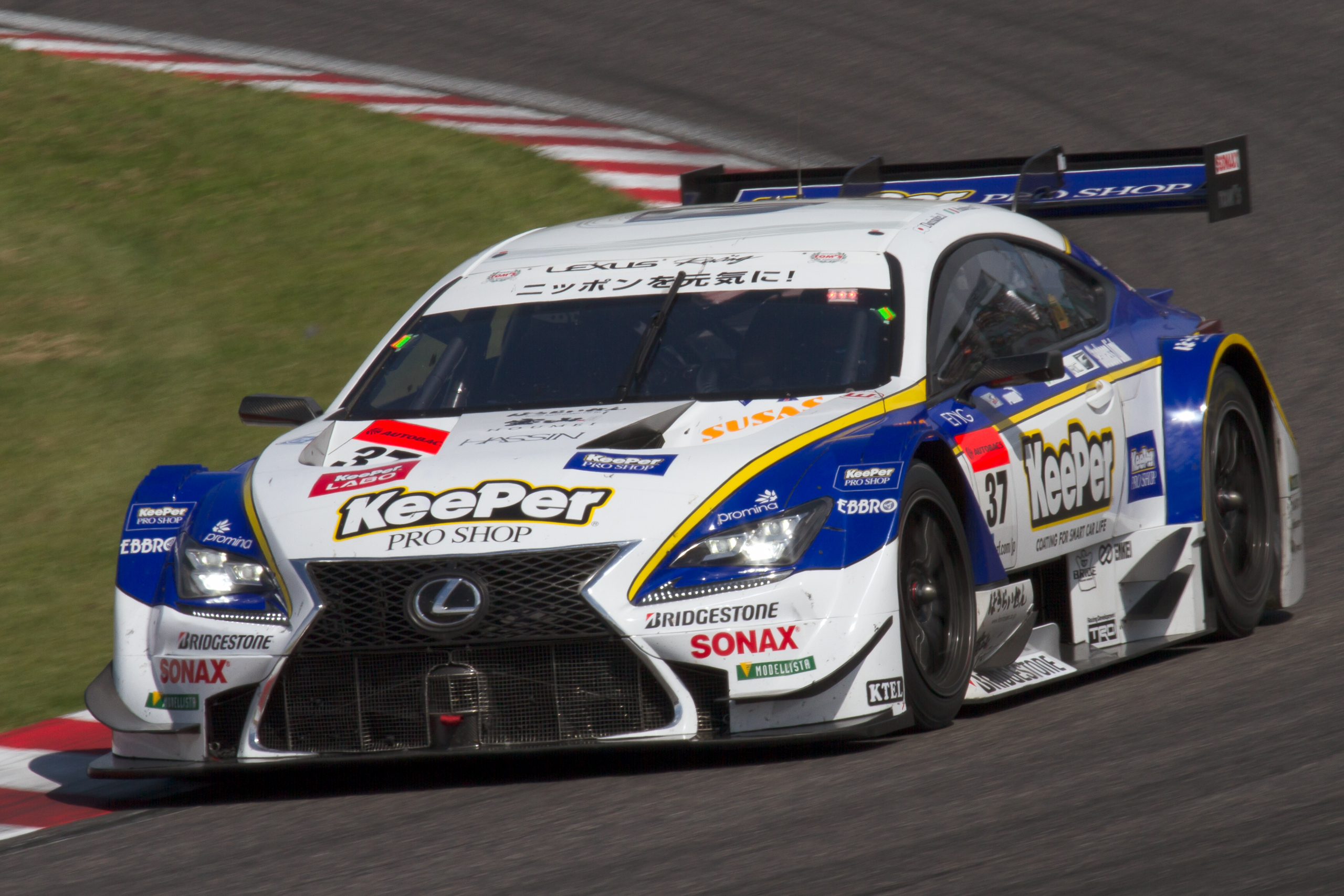
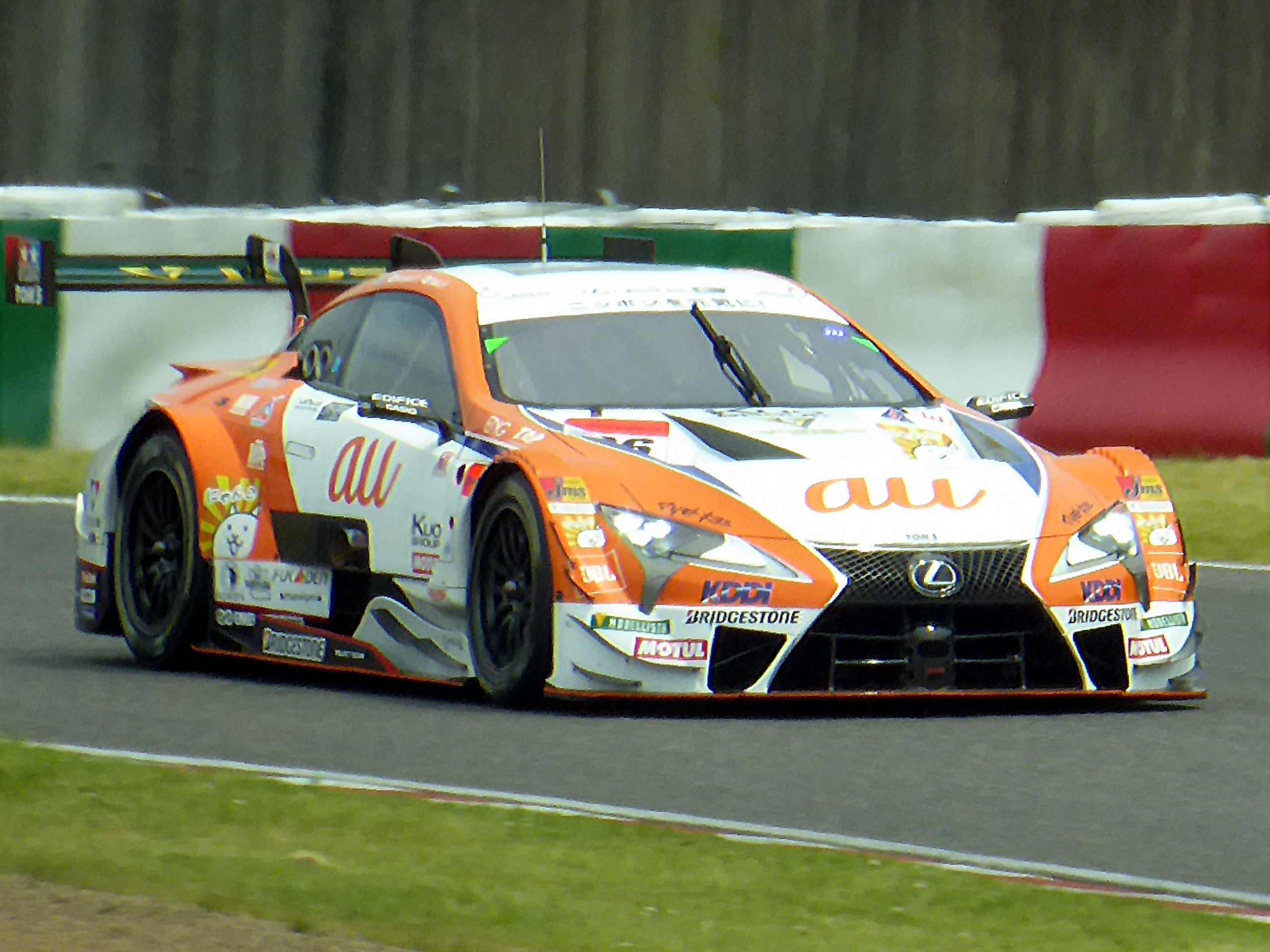
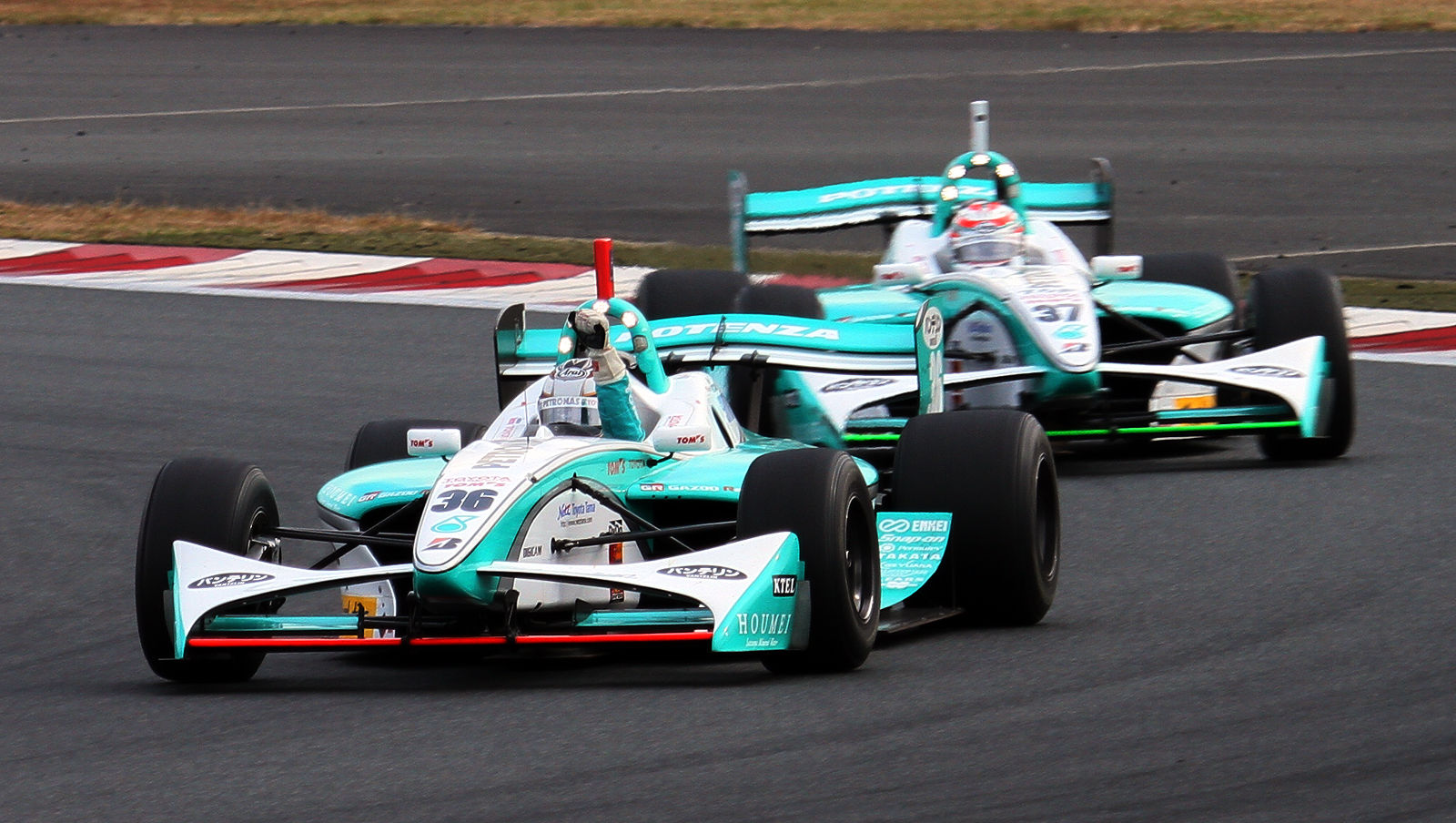
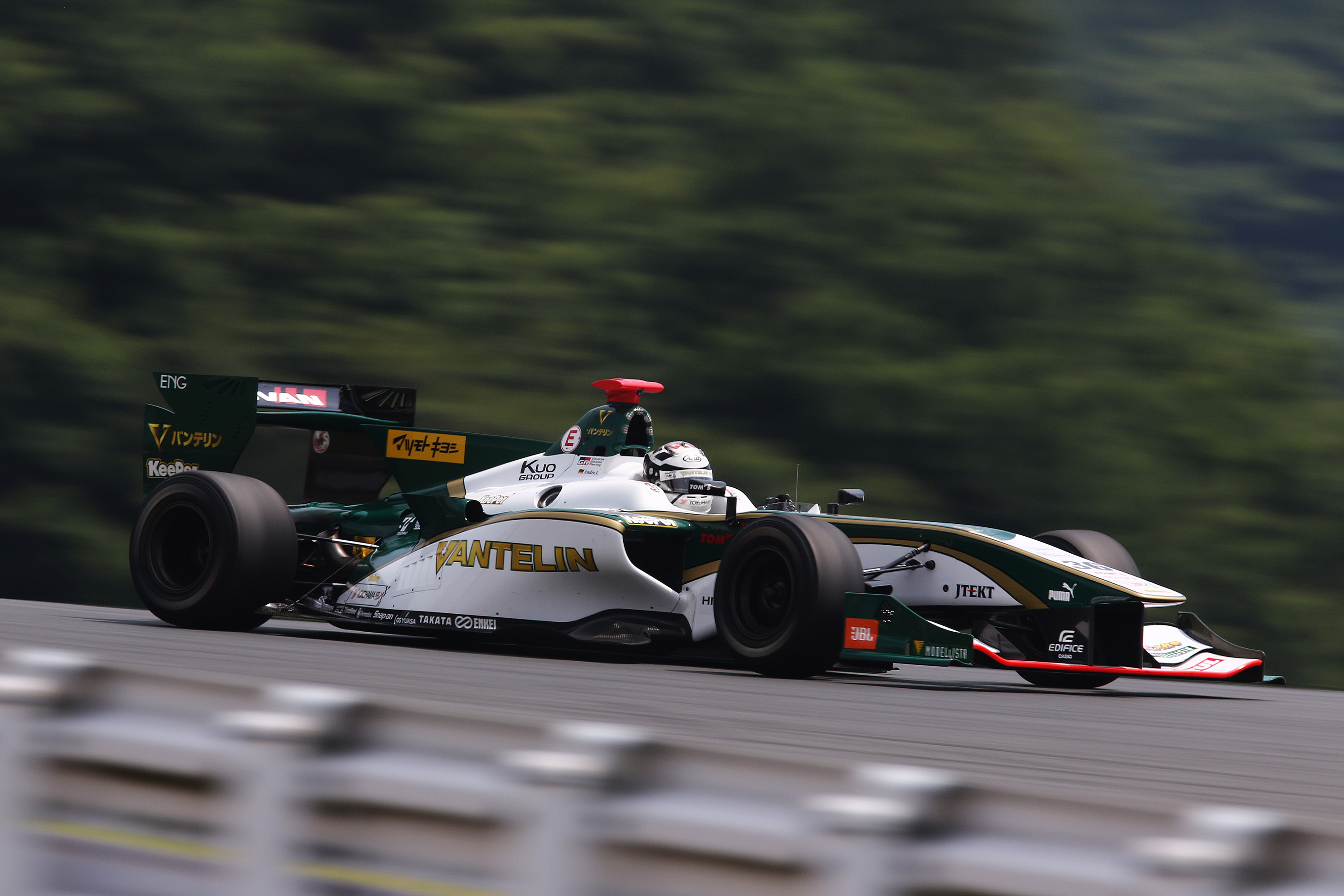
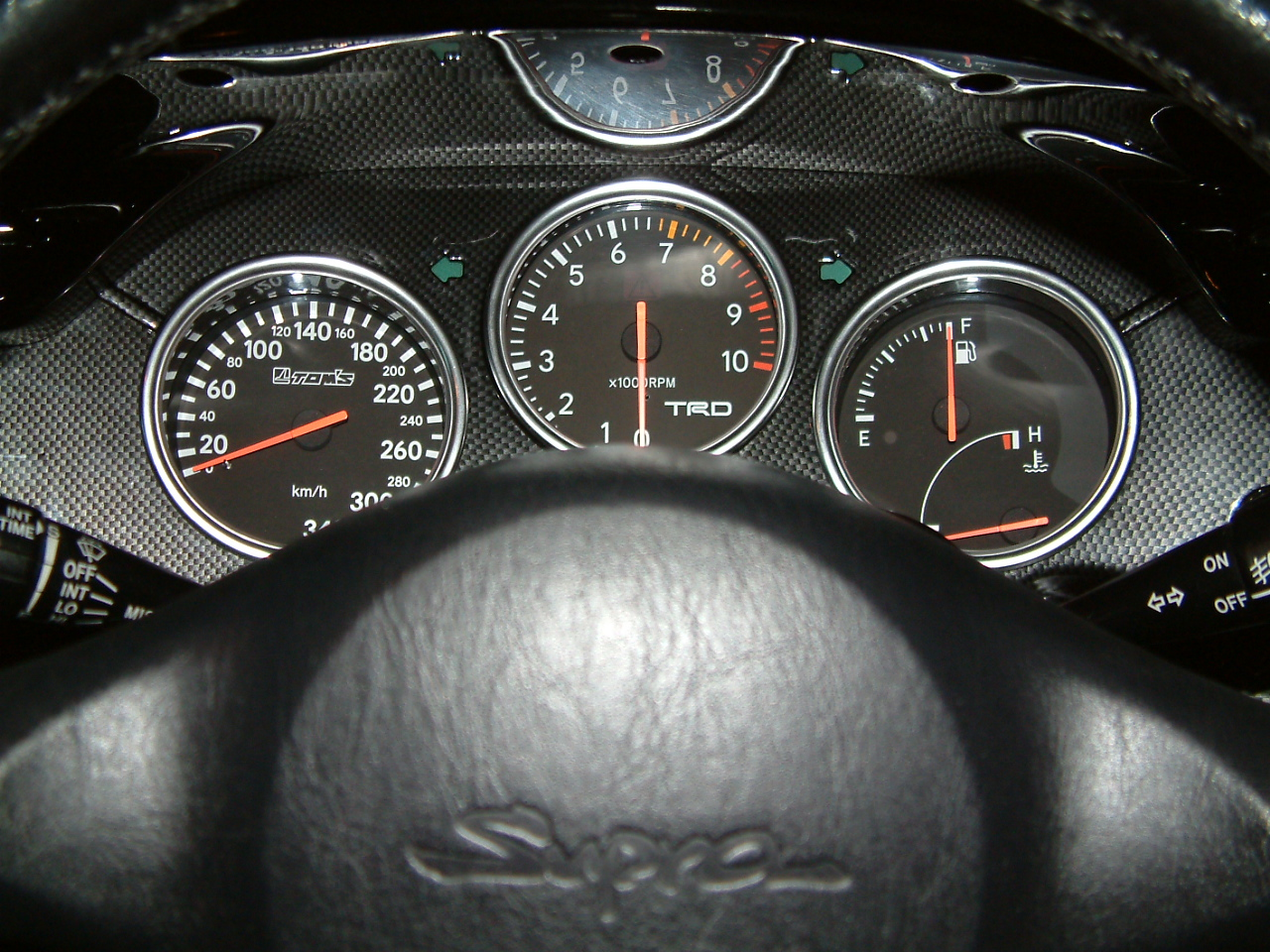

## 外部連結
- TOM'S官方網站 （页面存档备份，存于）
- TOM'S官方Facebook （页面存档备份，存于）
- TOM'S官方Instagram
- TOM'S官方推特 （页面存档备份，存于）
- TOM'S官方Youtube （页面存档备份，存于）